# Taiwanische Solidaritätsunion

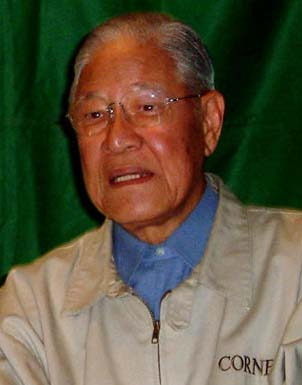
Lee Teng-hui (2004) – Präsident der Republik China und Parteivorsitzender der Kuomintang von 1988 bis 2000. Im Jahr 2001 war Lee Mit-Initiator der Gründung und geistiger Mentor der Taiwanischen Solidaritätsunion.

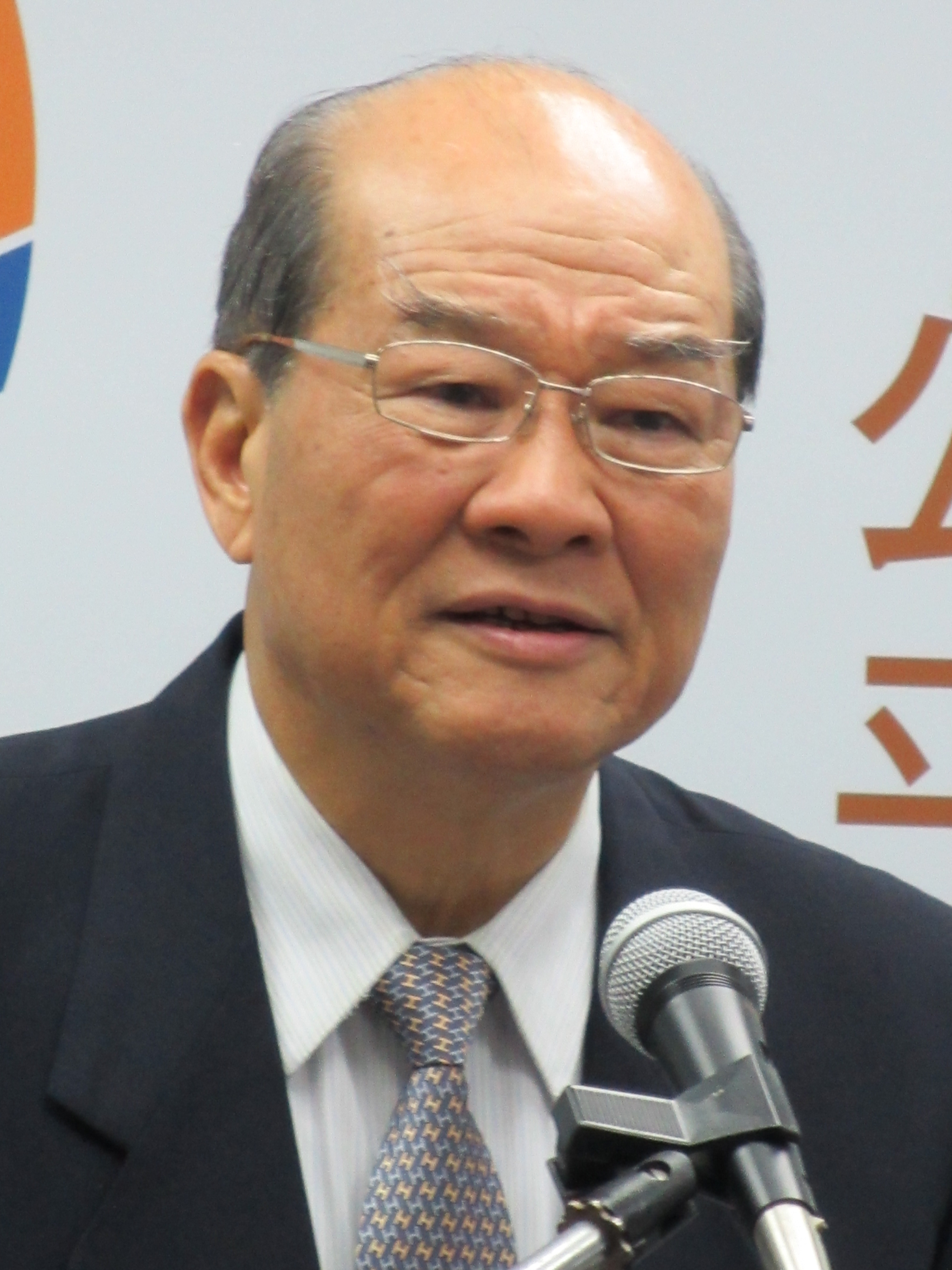
Huang Kun-hui (2012), 2007 bis 2016 Parteivorsitzender der TSU

Die Taiwanische Solidaritätsunion (TSU, chinesisch 台灣團結聯盟, Pinyin Táiwān Tuánjié Liánméng, englisch Taiwan Solidarity Union) ist eine seit 2001 existierende politische Partei in der Republik China (Taiwan). Sie war in den Jahren 2000 bis 2012 die nach Wählerstimmen dritt- bis viertstärkste politische Partei in der Republik China.

## Parteigeschichte
Die TSU wurde offiziell am 14. August 2001 gegründet und war Teil der sogenannten pan-grünen Koalition. Die Partei wurde hauptsächlich von früheren Parteimitgliedern der Kuomintang (KMT) gegründet. Der Gründung vorausgegangen war die Wahlniederlage der KMT bei der Präsidentenwahl im März 2000, die unerwarteterweise vom Kandidaten der Demokratischen Fortschrittspartei (DPP) Chen Shui-bian gewonnen wurde. Chen hatte die Wahl nur mit einer relativen Stimmenmehrheit von 39,3 % der Stimmen gewonnen, was nur deswegen möglich gewesen war, weil die KMT durch innerparteiliche Streitigkeiten geschwächt worden war und sich nicht auf einen gemeinsamen populären Spitzenkandidaten hatte einigen können. Infolgedessen hatte es zwei Spitzenkandidaten (James Soong und Lien Chan) im konservativen politischen Spektrum gegeben, die beide jeweils nur 36,8 % und 23,1 % der Stimmen erzielten. Programmatisch vertrat die TSU eine Politik, die eine völlige Unabhängigkeitserklärung von Festlandchina anstrebte. Sie war die erste politische Partei der Republik China, die offiziell den Namen „Taiwan“ (und nicht „Republik China“) im Parteinamen führte. 
Nach der Wahlniederlage der KMT wurde die Hauptschuld hierfür dem vorigen Präsidenten der Republik China und KMT-Vorsitzenden Lee Teng-hui angelastet. Er wurde wenige Tage nach der Wahl zum Rücktritt vom KMT-Parteivorsitz gezwungen. Die innerparteilichen Kritiker Lees äußerten die Vermutung, dass Lee bewusst die Niederlage der KMT betrieben habe, indem er nicht den populären James Soong zum Spitzenkandidaten der KMT gemacht habe, sondern stattdessen den eher unscheinbaren Lien Chan. Soong hatte daraufhin eine eigene Kandidatur betrieben und war mit seinen Anhängern aus der KMT ausgeschlossen worden. Durch diese Spaltung und Schwächung der KMT sei der Wahlsieg Chen Shui-bians erst möglich geworden. Als Lees Motiv wurde unterstellt, dass er damit die Unabhängigkeitserklärung Taiwans vorantreiben wollte, während offiziell im KMT-Parteiprogramm die Wiedervereinigung mit dem chinesischen Festland als Parteiziel festgehalten war.
Nach dem Amtsantritt Chen Shui-bians zeigte sich allerdings, dass dieser keineswegs die Unabhängigkeitserklärung so vorantrieb, wie er teilweise im Wahlkampf gefordert und versprochen hatte. Daraufhin gründeten Anhänger einer radikaleren Unabhängigkeitspolitik im Juli 2001 die TSU. Programmatisch vertrat die neue Partei eine Politik, die eine völlige Unabhängigkeitserklärung von Festlandchina anstrebte. Sie war die erste politische Partei der Republik China, die offiziell den Namen „Taiwan“ (und nicht „Republik China“) im Parteinamen führte. Als ihr geistiger Führer (allerdings ohne offizielle Parteimitgliedschaft) wurde Lee auserkoren, der auch eine wichtige Rolle bei der Kandidatenauswahl der neuen Partei spielte. Lee wurde daraufhin aus der KMT ausgeschlossen. Bei den Wahlen zum Legislativ-Yuan der Republik China 2001, 2004, 2008, 2012 und 2016 erreichte die TSU 8,5 %, 8,3 %, 3,5 %, 9,0 % und 2,5 % der Stimmen und zwischen 0 und 6 % der Parlamentsmandate. Beim Ergebnis von 2012 handelte es sich jedoch zu einem erheblichen Teil um Leihstimmen von DPP-Anhängern, die damit der mit der DPP verbündeten TSU über die 5 %-Hürde helfen wollten. Die Partei erlebte in Bezug auf ihren Wählerstimmenanteil einen fast kontinuierlichen  Niedergang, was zum Teil wohl daran lag, dass sich in der TSU außer dem spiritus rector Lee Teng-hui keine überzeugenden anderen Persönlichkeiten hervortaten. Nach der Wahlniederlage 2016 trat der Parteivorsitzende Huang Kuen-hui (黃昆輝) zurück und Liu Yi-te (劉一德) übernahm am 16. Mai 2016 das Amt des Vorsitzenden. Wegen ihres schlechten Abschneidens bei der Wahl 2016 verlor die TSU auch ihren Anspruch auf staatliche Bezuschussung (Parteienfinanzierung), so dass sie am 22. Januar 2016 ankündigte, alle ihre bisherigen 22 Angestellten zu entlassen.
Vor der Wahl zum Legislativ-Yuan 2020 schlossen sich viele TSU-Parteigänger der 2018 neu gegründeten Formosa-Allianz an, die sich 2019 in eine politische Partei umwandelte.

## Wahlergebnisse zum Legislativ-Yuan
| Wahl | Gewonnene Sitze | Änderung | Stimmen gesamt | Stimmen in Prozent | Ergebnis                           | Spitzenkandidat |
| ---- | --------------- | -------- | -------------- | ------------------ | ---------------------------------- | --------------- |
| 2001 | 13/225          | ▲ 13     | 801.560        | 8,5 %              | in der Opposition                  | Huang Chu-wen   |
| 2004 | 12/225          | ▼ 1      | 756.712        | 8,28 %             | in der Opposition                  | Huang Chu-wen   |
| 2008 | 0/113           | ▼ 12     | 344.887        | 3,5 %              | nicht im Legislativ-Yuan vertreten | Huang Kun-huei  |
| 2012 | 3/113           | ▲ 3      | 1.178.896      | 8,96 %             | in der Opposition                  | Huang Kun-huei  |
| 2016 | 0/113           | ▼ 3      | 305.675        | 2,51 %             | nicht im Legislativ-Yuan vertreten | Huang Kun-huei  |
| 2020 | 0/113           | ▬        | 50.435         | 0,36 %             | nicht im Legislativ-Yuan vertreten | Huang Kun-huei  |
| 2024 | 0/113           | ▬        | 43.372         | 0,31 %             | nicht im Legislativ-Yuan vertreten |                 |